# Naussac (Aveyron)
Naussac é uma comuna francesa na região administrativa de Occitânia, no departamento de Aveyron. Estende-se por uma área de 14,7 km². Em 2010 a comuna tinha 380 habitantes (densidade: 25,9 hab./km²).